# Langeslund Sogn
Langeslund Sogn er et sogn i Jammerbugt Provsti (Aalborg Stift). Langeslund Sogn blev udskilt af Brovst Sogn 1. november 1993.
Brovst sogn hørte til Øster Han Herred i Hjørring Amt. Brovst sognekommune blev ved kommunalreformen i 1970 kernen i Brovst Kommune, som ved strukturreformen i 2007 indgik i Jammerbugt Kommune.
I Langeslund Sogn ligger Langeslund Kirke, der blev opført i 1883.
I sognet findes følgende autoriserede stednavne:
- Arentsminde (bebyggelse)
- Arentsminde Kanal (vandareal)
- Halvrimmen (bebyggelse)
- Jægerum (bebyggelse, ejerlav)
- Jægerum Mark (bebyggelse)
- Langeslund (bebyggelse, ejerlav)
- Langeslund Mark (bebyggelse)
- Nørre Økse (bebyggelse, ejerlav)
- Nørre Økse Enge (bebyggelse)
- Nørre Økse Kær (bebyggelse)
- Nørre Økse Sø (areal, bebyggelse, ejerlav)
- Røgild (bebyggelse, ejerlav)
- Skovengene (bebyggelse)
- Vester Røgild Mark (bebyggelse)
- Ølands Vejle (areal)
- Østerrøgild (bebyggelse)